# Turate
Turate is een gemeente in de Italiaanse provincie Como (regio Lombardije) en telt 9477 inwoners (2016). De oppervlakte bedraagt 10,1 km², de bevolkingsdichtheid is 785 inwoners per km².
De volgende frazioni maken deel uit van de gemeente: Santa Maria, Mascazza, Piatti, Fagnana.

## Demografie
Turate telt ongeveer 3253 huishoudens. Het aantal inwoners steeg in de periode 1991-2001 met 5,4% volgens cijfers uit de tienjaarlijkse volkstellingen van ISTAT.
| Jaar | Inwoneraantal |
| ---- | ------------- |
| 1991 | 7451          |
| 2001 | 7851          |
| 2004 | 8328          |
| 2016 | 9477          |

## Geografie
De gemeente ligt op ongeveer 240 m boven zeeniveau.
Turate grenst aan de volgende gemeenten: Cirimido, Cislago (VA), Fenegrò, Gerenzano (VA), Limido Comasco, Lomazzo, Rovello Porro.